# Fraternité Saint-Vincent-Ferrier

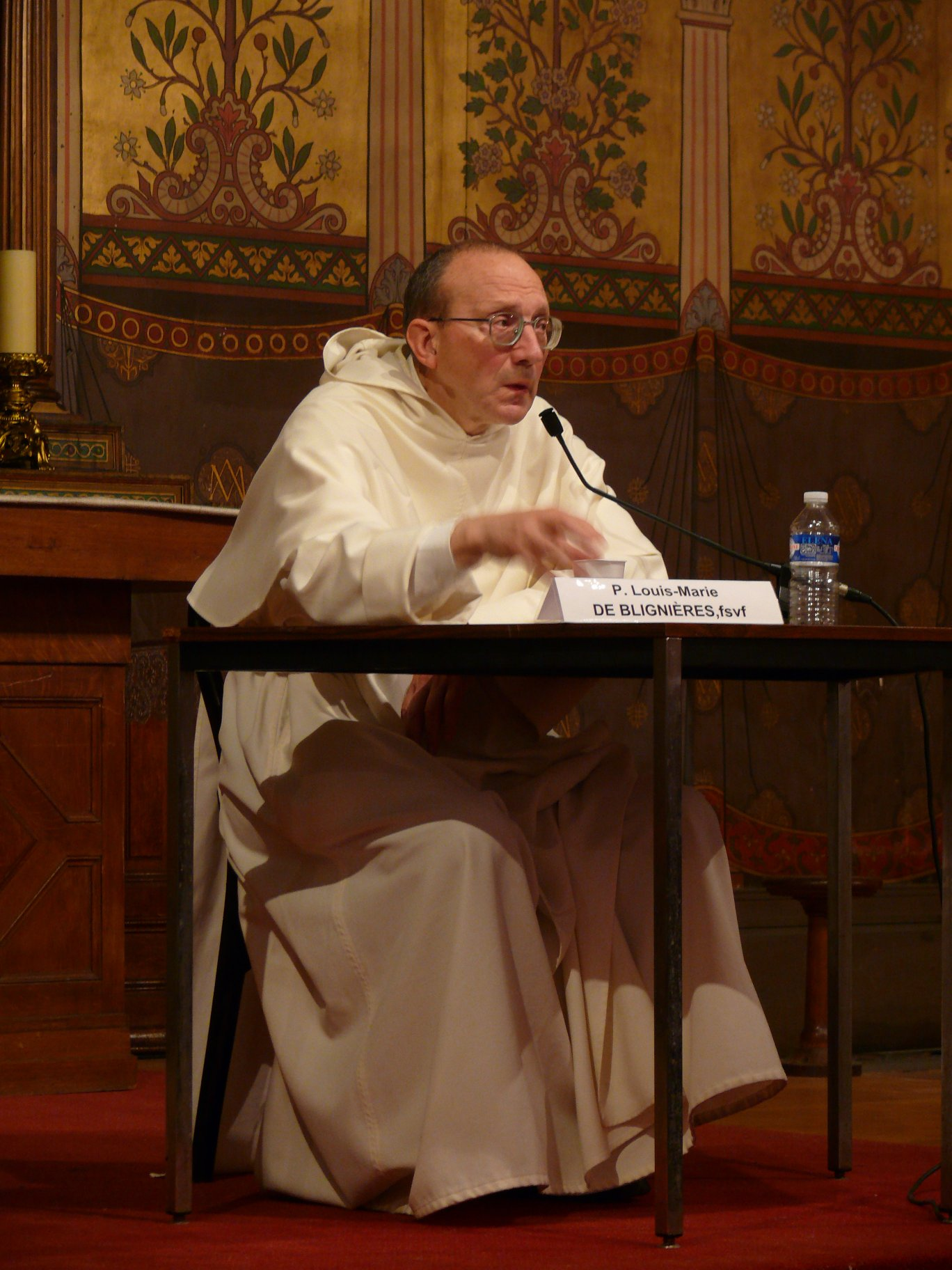
Louis-Marie de Blignières, 2014

Die Fraternité Saint-Vincent-Ferrier ist eine altrituelle katholische Ordensgemeinschaft („Alt-Dominikaner“) in Frankreich.

## Geschichte
Die Gemeinschaft, die dem Dominikaner-Orden nicht angehört, wurde 1979 durch Louis-Marie de Blignières gegründet und stand anfangs dem Sedisvakantismus nahe. Nachdem sie diesen jedoch bereits zuvor verworfen hatte, wurde sie 1988 durch die päpstliche Kommission Ecclesia Dei als religiöses Institut päpstlichen Rechts errichtet.  Seit 1981 gibt die Bruderschaft die theologische Quartalsschrift Sedes Sapientiae heraus. Außerdem legt in diesem Jahr der erste Bruder sein Gelübde ab. Das Institut pflegt die Ordensliturgie der Dominikaner nach dem Messbuch von 1962. Es erfolgte eine Annäherung an Rom, sodass im Jahr 1987 die ersten Brüder ihre thomistischen Studien an den päpstlichen Universitäten aufnehmen konnten. 1995 wurden seine Konstitutionen endgültig durch den Heiligen Stuhl approbiert und durch den Bischof Armand Maillard von Laval wurde das Kloster gesegnet.
1998 war die erste Wahl eines Priors nach den von Rom vorgegeben und gebilligten Statuten. In den Jahren 1998 und 2004 wurde Pater Louis-Marie de Blignières vom Generalkapitel zum Prior des Instituts gewählt. De Blignières übte das Amt des Priors ohne Unterbrechung bis 2011 aus. Am 13. September dieses Jahres trat Pater Dominique-Marie de Saint-Laumer für sechs Jahre seine Nachfolge an. 2017 wurde Pater de Blignières vom Generalkapitel der Bruderschaft erneut zum Prior gewählt. Im Jahr 2023 folgte ihm Pater Augustin-Marie Aubry.
Die Fraternité ist beheimatet im Kloster Saint-Thomas-d’Aquin in Chémeré-le-Roi (Département Mayenne) und zählt gegenwärtig etwa 15 Mitglieder, darunter sieben Priester. Priesteranwärter der Gemeinschaft studieren Theologie an der Université Catholique de l’Ouest in Angers und Philosophie an der Sorbonne.